# IC 5312
IC 5312 је спирална галаксија у сазвјежђу Пегаз која се налази на листи објеката дубоког неба у Индекс каталогу.
Деклинација објекта је + 19° 19' 7" а ректасцензија 23h 20m 58,2s. Привидна величина (магнитуда) објекта IC 5312 износи 14,4 а фотографска магнитуда 15,2. IC 5312 је још познат и под ознакама MCG 3-59-41, CGCG 454-47, KAZ 329, NPM1G +19.0575, PGC 71152.